# Сулькин, Фаддей
Фаддей Сулькин (1897—1932) — участник Гражданской войны, Краснознамёнец (1922).

## Биография
Фаддей Сулькин родился 25 декабря 1897 года.
Участвовал в боях Гражданской войны, будучи наводчиком пулемётной команды 395-го стрелкового полка. 23 марта 1920 года особо отличился во время боёв у деревни Городок.
Приказом Революционного Военного Совета Республики № 48 в 1922 году Сулькин был награждён орденом Красного Знамени РСФСР.
Скончался 3 июля 1932 года, похоронен на Военном кладбище Минска.